# 共和广场 (巴黎)
共和广场（法語：Place de la République）是法国巴黎的一个广场，位于第三区、第十区和十一区的边界。它得名于法兰西第一、第二和第三共和国。在其地下是共和地铁站。
在此交汇的道路有：圣殿大道（Boulevard du Temple）、圣马丁大道（Boulevard Saint-Martin）、伏尔泰大道（Boulevard Magenta et Voltaire）、共和国大街（Avenue de la République）、圣殿路（Rue du Temple）、Rue René Boulanger、列翁·茹奥路（Rue Léon Jouhaux）、圣殿市郊路（Rue Faubourg du Temple）。
广场中央是共和纪念碑。
Template:巴黎名胜